# Aires da Silva, 5.º senhor de Vagos
Aires da Silva ou Ayres da Silva (m.  25 de março de 1530), 2.° do mesmo nome, V senhor de Vagos, alcaide de Montemor-o-Velho, regedor das Justiças. e camareiro-mor de D. João II de Portugal, foi igualmente embaixador e feito cavaleiro da Ordem da Jarreteira em Inglaterra.
Foi Ayres da Silva que deixou no Mosteiro de São Marcos de Coimbra as melhores obras de arte que é o seu túmulo.

## Biografia
Em 1475 já era camareiro-môr do D. João quando príncipe, posto quando era muito moço e um dos seus favoritos.
Foi ele que prendeu o Fernando II, Duque de Bragança, em Évora, no Palácio das Cinco Quinas (ainda existente; hoje da casa de Cadaval) no dia 29 de Maio de 1483. Na mesma cidade fez brilhante figura nas esplêndidas festas e torneios do casamento do Príncipe D. Afonso (1490), e logo em Julho de 1491 assistiu à trágica morte do desditoso noivo em Santarém, que expirou nas casas de seu tio Fernão Teles de Menezes, senhor de Unhão.  Quatro anos depois vê morrer {{nowrap|D. João II em Alvor, envenenado, e recebe do moribundo o testamento que nomeia D. Manuel I de Portugal, sucessor à coroa. Andados outros quatro anos, acompanha o corpo do seu grande protector, o Príncipe Perfeito, exumado da catedral de Silves ao mosteiro da Batalha (1499). Enfim, é ainda Ayres da Silva quem sufoca as desordens de 1506 em Lisboa, por ocasião da matança dos judeus (19 de Abril).
É nomeado em missão diplomática a Inglaterra perante Henrique VII, que o nomeará cavaleiro da Jarreteira.
Distinguiu igualmente no Norte de África, na empresa que os cronistas chamam "Da Graciosa".
Esta era uma fortaleza levantada no rio Luco, em Larache, para prevenir as piratarias dos mouros sobre as costas da península. O Rei de Fez pôs-lhe cerco, impedindo a sua conclusão. Ainda que Ayres tentasse libertar os sitiados, comandados por D. Diogo Fernandes de Almeida, prior do Crato, não o conseguiu; por fim fez-se um tratado de paz, retirando os nossos com todas as honras da guerra, e demoliu-se a fortaleza. O mouro contentou-se com a confirmação da paz, estipulada antes com D. Afonso V de Portugal, o que Ayres da Silva, autorizado por EI-Rei, lhe concedeu (27 de Agosto de 1489).

## Dados genealógicos
Filho primogénito de João da Silva, 4.º senhor de Vagos e de D. Branca Coutinho, filha de Fernão Coutinho, senhor de Penaguião, Armamar, Fontes, Guadim e de Maria da Cunha, 3.ª senhora de Basto.
Casou em 1482 com D. Guiomar de Castro, filha de D. Garcia de Castro, senhor do Paul do Boquilobo, irmã de 0. Álvaro de Castro, governador de Lisboa e da Casa do Cível.
Seus filhos foram :
- João da Silva, 6º senhor de Vagos;
- Francisco da Silva, religioso franciscano;
- Fernando da Silva, que faleceu de pouca idade;
- 0. Beatriz de Castro, casada com D. Gonçalo Coutinho, alcaide-mor d 'Arruda;
- D. Joana de Castro e Silva, casada com Francisco de Faria, senhor de Évora-Monte e alcaide-mor de Palmela.